# Georg Friedrich Preuß
Georg Friedrich Preuß (* 12. April 1867 in Breslau; † 3. November 1914 bei Lyck, Masuren) war ein deutscher Historiker, spezialisiert auf die Geschichte des 17. und 18. Jahrhunderts.

## Leben
Preuß studierte an Schlesischen Friedrich-Wilhelms-Universität und wurde 1890 Angehöriger des Corps Marcomannia Breslau. Mit einer Doktorarbeit über den Frieden von Füssen wurde er 1894 in München zum Dr. phil. promoviert. Er habilitierte sich an der Ludwig-Maximilians-Universität München. Er wurde dort a.o. Professor und kehrte 1907 als Ordinarius nach Breslau zurück. Seit 1904 war er als Privatdozent in München außerordentliches, seit 1907 als Breslauer Professor korrespondierendes Mitglied der Bayerischen Akademie der Wissenschaften. Im Ersten Weltkrieg erlitt er in der Schlacht bei Tannenberg (1914) am 27. Oktober 1914 eine Verwundung, an deren Folgen er eine Woche später mit 47 Jahren starb.
Der Architekt und Baubeamte Emil Hasenjäger war sein Schwiegervater.

## Werke
- Der Friede von Füssen 1745. Historische Abhandlungen aus dem Münchener Seminar, Band 6, München 1894.
- Wilhelm III. von England und das Haus Wittelsbach im Zeitalter der spanischen Erbfolgefrage. Verlag Trewendt & Granier, Breslau 1904.
- Helmar Gerkens. Ein Beitrag zur deutschen Zollgeschichte, Verlag Herder, Freiburg im Breisgau 1910.
- Friedrich der Große, Festrede in der Aula der Kgl. Friedrich-Wilhelm-Universität zu Breslau, Verlag Trewendt & Granier, Breslau 1912.
- Die Quellen des Nationalgeistes der Befreiungskriege. Korrespondenzblatt des Gesamtvereins der deutschen Geschichts- und Altertumsvereine 1914, Verlag Mittler, Berlin 1914.